# پوتزولونه
پوتزولونه (به ایتالیایی: Pozzoleone) یک کومونه در ایتالیا است که در استان ویچنزا واقع شده‌است. پوتزولونه ۱۱٫۲۷ کیلومتر مربع مساحت و ۲٬۸۳۰ نفر جمعیت دارد و ۵۶ متر بالاتر از سطح دریا واقع شده‌است.